# Коромыслик-мелкоглазка
Коромыслик-мелкоглазка (лат. Caliaeschna microstigma, ошибочное написание Calaeschna microstigma) — вид стрекоз из семейства коромысел (Aeshnidae). Единственный представитель рода коромысликов (Caliaeschna Selys, 1883).

## Описание
Стрекоза средней величины. Окраска груди и брюшка изменчива и варьирует от коричневой до чёрной. По бокам груди проходят две широких светлых полосы, между которыми маленькие пятнышки зелёного или жёлтого цвета. Брюшко самца имеет многочисленные зелёные отметины.Птеростигма длиной около 2 мм.

## Ареал
Восточный средиземноморский вид, ареал которого простирается от Балканского полуострова до Северного Ирана, включая Туркменистан (Западный Копетдаг), Северное Закавказье, Палестину.

## Биология
Этот вид в отличие от остальных видов семейства предпочитает небольшие затененные горные речки и ручьи с чистой водой и каменистым дном. Обитают стрекозы на берегах горных рек и ручьев, избегают яркого света, в связи с чем они наиболее активны в сумерках. Лёт имаго в июне — августе. Личинки развиваются только в проточной воде, плохо переносят загрязнение и снижение в воде кислорода.

## Охрана
Внесён в Красную книгу Туркменистана (2011). Охраняется в Сюнт-Хасардагском государственном заповеднике. Численность на территории страны резко сокращается. Основные лимитирующие факторы: нарушение естественного стока рек.